# Moravska planota
Moravska planota tudi Goteniška dolina, je planota med Stojno na vzhodu in Goteniško goro na zahodu. Na severu se odpira proti Ribniškemu polju, na jugovzhodu proti Kolpi. Širi se v nadmorski višini okoli 550 m in ima dinarsko smer severozahod-jugovzhod. Dolga je 16 km, široka največ do 3 km. Na južnem obrobju so neprepustne kamnine s potoki, ves osrednji in vzhodni del je iz apnenca in dolomita ter zato kraški, severni del je bolj gozdnat, na jugu je hosta z grmičevjem in obdelan svet, večinoma v okviru kmetijskega posestva Snežnik. V osmih naseljih živi okoli 770 prebivalcev. V letih 1941-42 so bili od tod izseljeni kočevski Nemci, 1950-90 je bila moravska planota del varovanega in za javnost zaprtega območja. Središče je Kočevska Reka.